# Frescos en la capilla del Tesoro di San Gennaro
Los frescos de la capilla del Tesoro di San Gennaro son un ciclo de frescos barrocos que datan de 1631 a 1643 pintados por Domenichino y Giovanni Lanfranco para las bóvedas y la cúpula de la capilla real del Tesoro di San Gennaro en la catedral de Nápoles.
Es una de las expresiones pictóricas locales más importantes así como el centro del barroco romano-emiliano en Nápoles.

## Historia
Siguiendo instrucciones de los consejeros romanos, la institución cívica fundada por voluntad popular con el objetivo de supervisar la construcción de la capilla real del Tesoro di San Gennaro, conocida como la Diputación, decidió en un primer momento confiar los trabajos de decoración de las bóvedas y la cúpula a Giuseppe Cesari, conocido como el Caballero de Arpino. El pintor del Lacio, que se había establecido en Roma con el papa Clemente VIII  y seguía figurando entre los pintores más solicitados en la época de Paulo V, fue contactado en septiembre de 1616 y, después de que los diputados tuvieran que solicitarlo varias veces, no se presentó hasta 1618. El contrato se firmó el 7 de marzo de 1618 y el Caballero de Arpino se comprometió a comenzar cuanto antes el trabajo que se le había encomendado, pero una lentitud endémica unida a demasiados compromisos le mantuvieron alejado de Nápoles sin dar señales de vida a la Diputación, que recurrió entonces a Guido Reni en 1620.

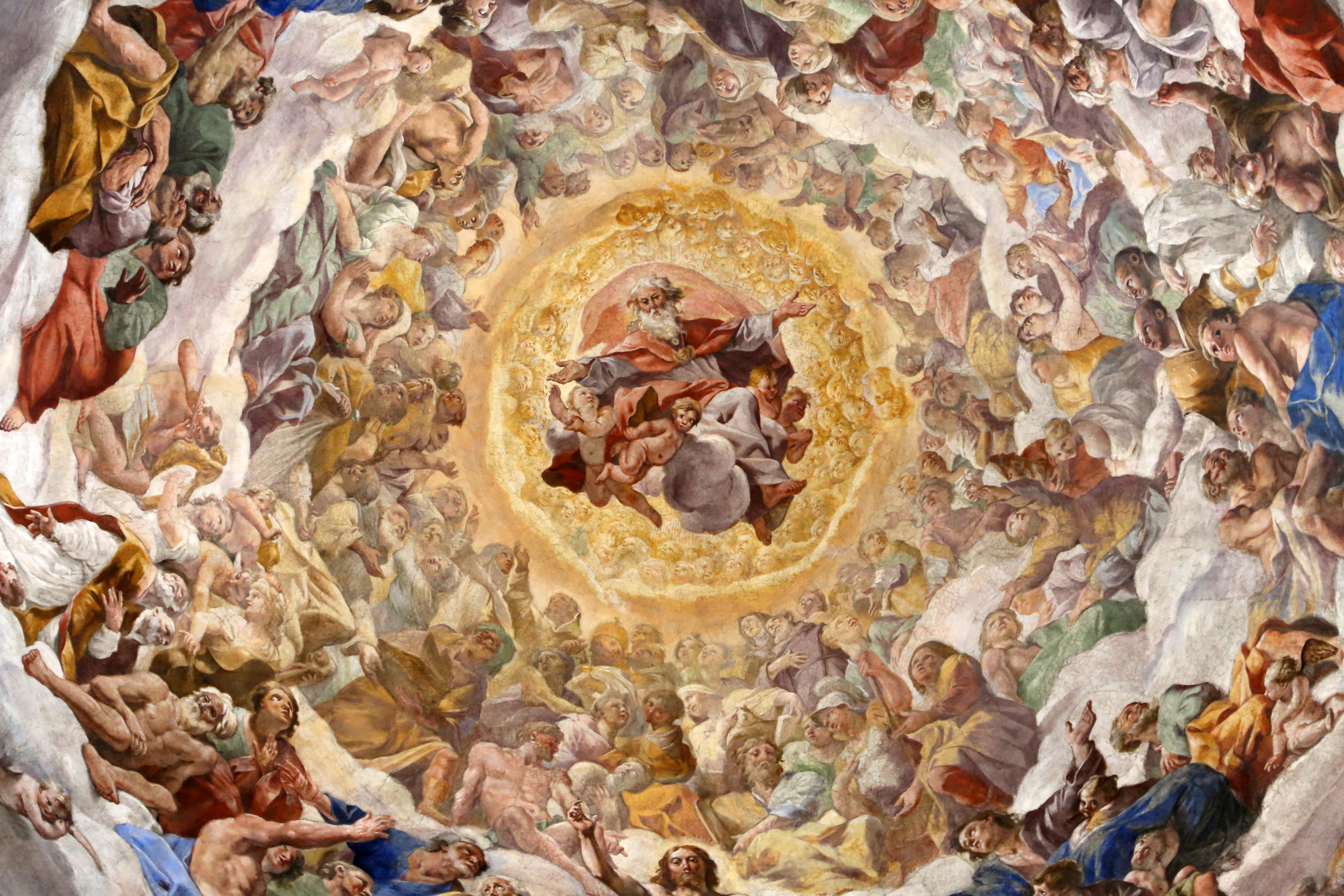
Detalle del Paraíso de Lanfranco

El Caballero de Arpino intentó en vano reconciliarse con la Diputación enviando emisarios a Nápoles, pero ya era demasiado tarde. Luego de una agotadora negociación económica, Guido Reni rechazó el encargo debido a presiones y amenazas de algunos artistas locales, quienes incluso hirieron a uno de sus colaboradores, quien no pretendía perder la oportunidad de trabajar en un lugar de tanta importancia.  El intimidante grupo, definido como la camarilla de Nápoles, estaba formado por los pintores locales Battistello Caracciolo, Belisario Corenzio y José de Ribera y pretendía disuadir a los pintores extranjeros de aceptar el encargo en la capilla real, un lugar demasiado importante para la cultura napolitana y por tanto. muy atractivo para los pintores locales. Así que la antigua institución decidió llamar a trabajar al pintor Fabrizio Santafede, quien a su vez llamó a su lado a Battistello Caracciolo y al boloñés Francesco Gessi, colaborador de Guido Reni. Sin embargo, a la Diputación no le gustó su trabajo; Santafede murió, Caracciolo y Gessi fueron despedidos y la Diputación decidió el 2 de diciembre de 1628 convocar una especie de concurso que incluyera también a pintores de la escuela napolitana, hasta entonces excluidos del proyecto.
La petición realizada no satisfizo las expectativas de la institución. En 1630, la Deputación se puso en contacto con otro pintor boloñés, Domenico Zampieri, conocido como Domenichino, a quien solicitó una prueba que el pintor boloñés realizó en hematita representando el Martirio de San Jenaro, cerca del Vesubio y la solfatara de Pozzuoli. Aunque el cuadro era sencillo y hoy se conserva y expone en el Museo del Tesoro di San Gennaro, gustó tanto a la Diputación que el 11 de noviembre de 1631 hizo firmar el contrato al pintor emiliano.
Tras descubrir los primeros frescos en 1633, Ribera los observó con muchas críticas, juzgando que Domenichino no era un buen pintor, ya que sólo sabía dibujar, pero no colorear. Aunque siempre en un contexto de amenazas y peligros, que llevaron incluso al pintor a huir primero (en 1634) a Frascati y luego a regresar a Nápoles sólo bajo la presión de la Diputación, que se apoderó de la familia que le quedaba en Nápoles para obligarle a volver, Domenichino consiguió terminar la mayor parte de los frescos que le habían encargado hasta su repentina muerte, el 6 de abril de 1641, a causa de un envenenamiento, probablemente organizado por la camarilla (Ribera, Corenzio y Caracciolo). En esa fecha, el pintor había terminado los frescos de los lunetos de los altares y de las pechinas de la cúpula, con las Historias de la vida de san Jenaro. En cambio, dos días después de su muerte, Giovanni Lanfranco, otro pintor de la escuela emiliana ya activo en Nápoles, vino a sustituirle en los trabajos interiores de la cúpula, aún blanca, y terminó la escena del Paraíso en 1643.

## Descripción

### Lunetas y subarcas

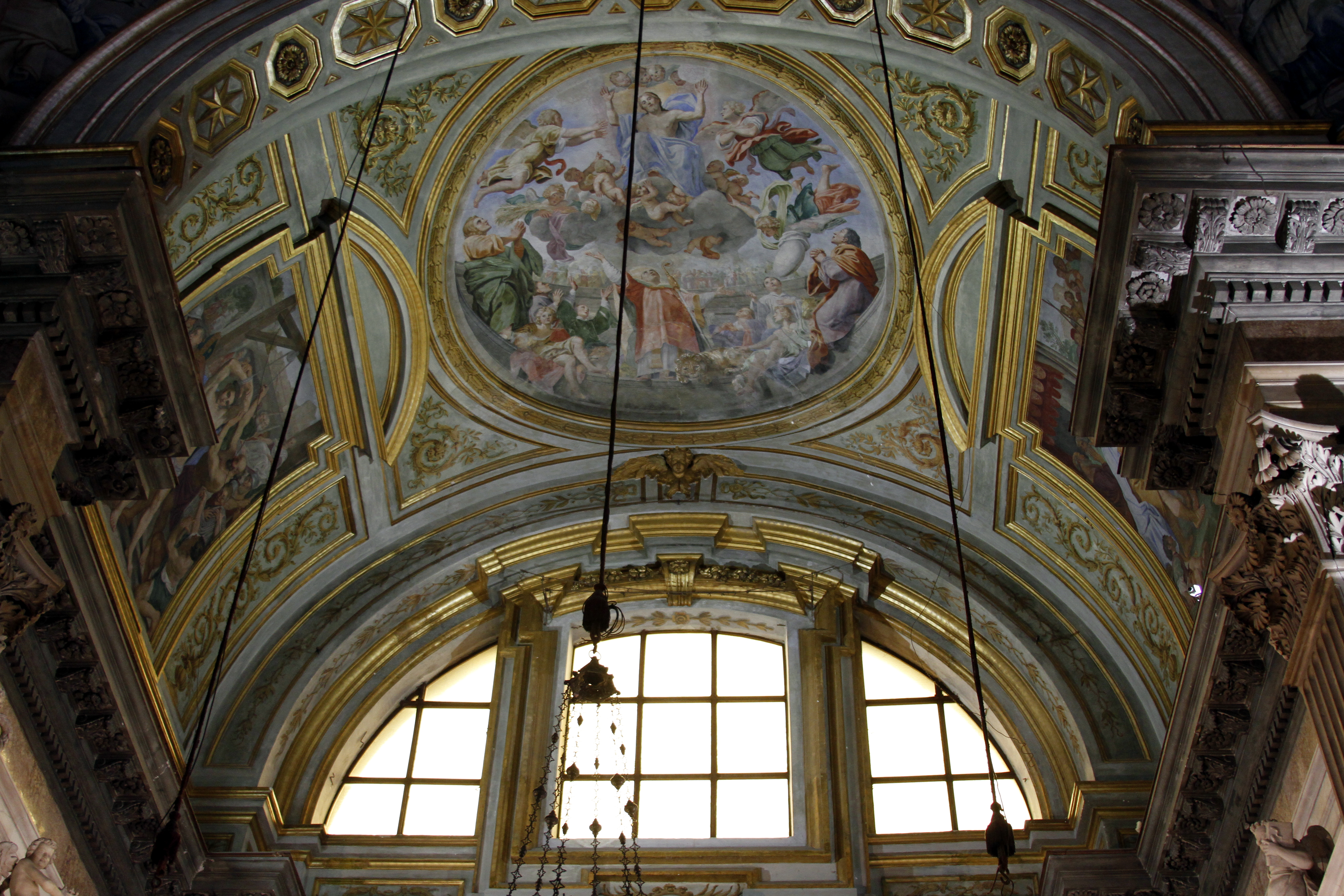
Los frescos de Domenichino en el arco del altar mayor

Toda la sala está pintada al fresco en la parte superior con escenas de la vida de San Jenaro: toda la decoración de las paredes laterales de la capilla se terminó en 1633.
Las paredes laterales y de la entrada presentan historias representadas tanto en los lunetos frontales como en los subarcos, donde se representan tres escenas en dos paneles laterales y un redondel central. En el luneto de la entrada está San Jenaro deteniendo al Vesubio, mientras que en los subarcos se representa a Eusebia recogiendo la sangre del santo, al Médico mostrando la venda del santo tras su martirio y la Entrega de la venda del martirio al mendigo. A la izquierda, San Jenaro conducido al martirio con sus compañeros Festo y Desiderio en la luneta y el Mendigo mostrando la venda a los escépticos, el Mendigo recibiendo la venda de San Jenaro y el Encuentro de San Jenaro y San Sosio en el subarco. A la derecha, San Jenaro liberando Nápoles de los sarracenos (luneto) y el Traslado de las reliquias del Santo, la Visión del martirio del Santo por su madre y el Santo visitado en prisión por Festo y Desiderio (subarco).
En la bóveda del altar frontal, sin luneta, se representan tres escenas en el bajo arco (de mayor tamaño que las de los otros tres bajo arco), de ahí el Tormento del santo, San Gennaro en el anfiteatro de Pozzuoli y San Gennaro que Da la vista al tirano Timoteo .

### Cúpula
El ciclo de frescos de la bóveda se caracteriza por su composición figurativa y cromática típicamente barroca, es decir, con colores vivos e iluminados, con figuras apiñadas acompañadas de putti para dar un sentido aún más caótico a la escena.
Los frescos sobre la Vida de San Genaro, terminados en 1641 y colocados en las cuatro pechinas de la cúpula, son obra de Domenichino. Acompañan a la composición alegorías y virtudes que hacen referencia a la vida del santo, con la representación también de objetos relacionados con él.  Las escenas son, de izquierda a derecha en el sentido de las agujas del reloj, empezando por la más cercana a la entrada de la capilla: la Virgen intercediendo por Nápoles (con la representación en la parte inferior de la escena de las virtudes de la ciudad: Devoción a la Virgen, Confianza en San Jenaro, Celo contra las herejías y Penitencia); el Encuentro de San Jenaro con Cristo en la Gloria Celestial (con la representación en la parte inferior de la escena de las virtudes teologales); Cristo ordena a San Jenaro que defienda Nápoles (con Fortaleza, Confianza y Munificencia en la parte inferior del plano de la capilla); el Patrocinio de los Santos Jenaro, Agripina y Agnello Abad (con Religión, Caridad y Penitencia en la parte inferior).
La disposición estilística de la escena del Paraíso realizada por Giovanni Lanfranco en 1643 en el interior de la cúpula. Se relaciona sin duda con otra obra del mismo pintor realizada en la basilica di Sant'Andrea della Valle de Roma hacia 1625, o probablemente también con la pérdida de la iglesia del Gesù Nuovo de Nápoles, ejecutada hacia 1635. El decorado presenta un sentido perspectivo proyectado hacia arriba, en el que la figura del Eterno ocupa un lugar central. Bajo ella, remolinos de nubes, putti, figuras bíblicas y santos dan un sentido caótico a la escena, caracterizada en la base, al lado de los ventanales, por parejas de Virtudes. En la primera banda de figuras, en lados opuestos, están el Cristo bendiciendo, con San Jenaro arrodillado a sus pies, y la Virgen.
| Foto | Título                                                    | Año  | Autor              |
| ---- | --------------------------------------------------------- | ---- | ------------------ |
|      | Virgen intercediendo por Nápoles                          | 1641 | Domenichino        |
|      | Encuentro de San Jenaro con Cristo en la Gloria Celestial | 1641 | Domenichino        |
|      | Cristo ordena a San Jenaro defender Nápoles               | 1641 | Domenichino        |
|      | Patrocinio de los santos Jenaro, Agrippina y Agnello Abad | 1641 | Domenichino        |
|      | Paraíso                                                   | 1643 | Giovanni Lanfranco |

## Énlaces externos
- Esta obra contiene una traducción  derivada de «Affreschi della cappella del Tesoro di san Gennaro» de Wikipedia en italiano, concretamente de esta versión, publicada por sus editores bajo la Licencia de documentación libre de GNU y la Licencia Creative Commons Atribución-CompartirIgual 4.0 Internacional.

- Datos: Q24933383
- Multimedia: Paradiso di Giovanni Lanfranco (Cappella di San Gennaro) / Q24933383